# Wannabe (chanson de Hyoyeon)
Pour l’article homonyme, voir Wannabe.
Singles de Hyoyeon
Mystery
(2016) Sober
(2018)
Wannabe est une chanson de Hyoyeon, membre du groupe Girls' Generation, sortie le 1er juin 2017 sur le label SM Entertainment. Elle a été écrite par San E, Kang Eun-Jung, JQ, DADA, Kim Jin-Ju et Kim Hye-Jung et composée par Afshin Salmani, Josh Cumbee ainsi que Sidnie Tipton. Cette chanson marque le deuxième single de Hyo-yeon.

## Contexte
Le 25 mai, SM Entertainment dévoile trois photos teasers pour le single, dévoilant ainsi le concept sombre et précisant que ce sera de la dance pop en duo avec le rappeur San E. Enfin, le 1er juin, le clip est mis en ligne de même que le single.  
Le genre est décrit comme étant un style pop des années 60 qui correspond bien avec la voix rauque de Hyoyeon.

## Réception
D'après Jeff Benjamin de Billboard, Wannabe s'est classée 4e des singles digitales les plus vendus pendant la semaine du 24 juin aux États-Unis uniquement. La chanson a réussi à rentrer dans le top 5 du Music Bank Chart. Elle est la membre des Girls' Generation ayant effectuée un comeback solo peu réussi, en effet le style de la chanson n'est pas ce que le public coréen apprécie le plus. Sur le classement effectué par Bugs, elle est arrivée 89e.

## Pistes
| 1. | Wannabe (ft. San E)                | San E, Kang Eun-Jung, JQ, DADA, Kim Jin-Ju, Kim Hye-Jung | Afshin Salmani, Josh Cumbee, Sidnie Tipton | 3:02 |
| 2. | Wannabe (ft. San E) (Instrumental) |                                                          | Afshin Salmani, Josh Cumbee, Sidnie Tipton | 3:02 |

## Charts
| Chart (2017)                       | Meilleure position |
| ---------------------------------- | ------------------ |
| Corée du Sud (Bugs)                | 89                 |
| US World Digital Songs (Billboard) | 8                  |

## Historique de publication
| Région  | Date          | Format         | Label            |
| ------- | ------------- | -------------- | ---------------- |
| Mondial | 1er juin 2017 | Téléchargement | SM Entertainment |